# Calaum Jahraldo-Martin
Calaum Jahraldo-Martin (ur. 27 kwietnia 1993 w Hemel Hempstead) – piłkarz z Antigui i Barbudy występujący na pozycji napastnika w Newport County..